# 18 de l'Escorpió
18 de l'Escorpió (18 Scorpii) és una estrella ubicada a uns 45,7 anys llum de la Terra al límit nord de la constel·lació de l'Escorpió.
18 de l'Escorpió té moltes propietat físiques en comú amb el Sol, i es considera per alguns astrònoms com un bessó solar. Degut a aquest fet, alguns científics creuen que hi ha possibilitat de vida al seu voltant.

## Característiques
18 de l'Escorpió és una nana groga de seqüència principal de tipus espectral i lluminositat G1-5 V-Va.
La seva metal·licitat és d'uns 1,05 a 1,12 de la del Sol.
Segons Lookwood, 2002, Té un comportament fotomètric temporal molt similar al del Sol, això no obstant, d'acord amb Lookwood, 2000, el cicle d'activitat de 18 Scorpii pot ser de major amplitud que el del Sol i el seu nivell general d'activitat cromosfèrica és notablement més gran que la del Sol. Per tant, aquest perfecte bessó solar fotomètric, no és tan perfecte espectroscòpicament.
18 de l'Escorpió és una estrella solitària. Es desconeix si hi ha planetes al seu voltant. La possibilitat que hi hagi planetes gegant gasosos en òrbites exteriors com en el nostre Sistema Solar, fa augmentar la possibilitat de tenir planetes terrestres interiors.

## Possibilitat de vida
L'astrobiòloga Margaret Turnbull de la Universitat d'Arizona a Tucson va identificar el setembre de 2003 18 de l'Escorpió com un dels candidats més factibles a acollir la vida segons les seves anàlisis sobre la llista d'estrelles HabCat. Les especials característiques de 18 Scorpii la converteixen en un objectiu prioritari en la recerca de planetes terrestres que puguin suportar la vida.

### Comparació entre 18 de l'Escorpió i el Sol
| Estrella         | Tipus espectral | Radi (Rsol) | Massa (Msol) | Lluminositat (Sol=1) | Temperatura (K) | Metal·licitat (Sol=1) | Edat (1) | Rotació (dies) | Cicle de activitat magnètica (anys) |
| ---------------- | --------------- | ----------- | ------------ | -------------------- | --------------- | --------------------- | -------- | -------------- | ----------------------------------- |
| 18 de l'Escorpió | G2V             | 1,02        | 1,012        | 1,05                 | 5789            | ~1,08                 | 4200     | 23             | 9-13                                |
| Sol              | G2V             | 1           | 1            | 1                    | 5777            | 1                     | 4577     | 25,7           | 11                                  |

(1)=Milions d'anys